# RTON Baranówka
RTON Baranówka (Radiowo-Telewizyjny Ośrodek Nadawczy Baranówka) – 64-metrowa betonowa wieża zbudowana w celu emisji sygnału m.in. radia i telewizji na lokalne potrzeby miasta Rzeszów. Wieża emisyjna Rzeszów "Baranówka" wzięła swą nazwę od dzielnicy Rzeszowa, w której się znajduje.

## Parametry
- Wysokość posadowienia podpory anteny: 224 m n.p.m.
- Wysokość zawieszenia systemów antenowych: Radio: 50, 60, 61, TV: 48, 55, 58 m n.p.t.

## Transmitowane programy[1]

### Programy telewizyjne - cyfrowe
| Nazwa multipleksu | Częstotliwość | Kanał | Moc nadajnika | Polaryzacja | Kompresja |
| ----------------- | ------------- | ----- | ------------- | ----------- | --------- |
| MUX 3             | 538 MHz       | 29    | 3,7 kW        | pozioma     | MPEG-4    |

### Programy radiowe – analogowe
| LP | Program   | Właściciel             | Częstotliwość | Moc nadajnika | Polaryzacja |
| -- | --------- | ---------------------- | ------------- | ------------- | ----------- |
| 1  | Radio Zet | Radio Zet Sp. z o.o.   | 89,9 MHz      | 0,1 kW        | pionowa     |
| 2  | Antyradio | Radiostacja Sp. z o.o. | 96,4 MHz      | 0,1 kW        | pionowa     |
| 3  | Vox FM    | Radio ESKA ROCK        | 97,1 MHz      | 0,1 kW        | pozioma     |

### Programy radiowe – cyfrowe
| Skład multipleksu | Częstotliwość | Kanał | Moc nadajnika | Polaryzacja | Kierunkowość | Kompresja      |
| --- | ------------- | ----- | ------------- | ----------- | ------------ | -------------- |
| DAB+ - Polskie Radio Program I - Polskie Radio Program II - Polskie Radio Program III - Czwórka - Radio Poland - Program IV Polskie Radio 24 - Polskie Radio Chopin - Polskie Radio Dzieciom - Radio Rzeszów - OFF Radio Kraków | 216,928 MHz   | 11A   | 0,8 kW        | pionowa     | kierunkowa   | AAC/AAC+/AAC++ |

## Programy telewizyjne już nie nadawane
Programy telewizji analogowej wyłączone 19 marca 2013 roku.
| LP | Program              | Właściciel                                | Częstotliwość | Kanał | Moc nadajnika | Polaryzacja | Uwagi |
| -- | -------------------- | ----------------------------------------- | ------------- | ----- | ------------- | ----------- | --- |
| 1  | TVP2                 | Telewizja Polska S.A.                     | 183,25 MHz    | 7     | 0,5 kW        | pionowa     | nadajnik uruchomiony w 1973 roku |
| 2  | TVP1                 | Telewizja Polska S.A.                     | 471,25 MHz    | 21    | 0,3 kW        | pozioma     | nadajnik uruchomiony w 1975 roku, z przerwami w latach 1978–1990, przeniesiony z kanału 5 od 1990 do 1994 roku                           |
| 3  | TV4                  | Polskie Media S.A.                        | 519,25 MHz    | 27    | 1 kW          | pozioma     | od marca 1995 do 2001 nadawał na tej częstotliwości Canal+ Premium                                                                       |
| 4  | TVP Info/TVP Rzeszów | Telewizja Polska S.A. Oddział w Rzeszowie | 623,25 MHz    | 40    | 1 kW          | pozioma     | od 5 stycznia 1995 do 3 marca 2002 nadawała na tej częstotliwości Telewizja Rzeszów, od 3 marca 2002 do 6 października 2007 TVP3 Rzeszów |
| 5  | Polsat               | Telewizja Polsat Sp. z o.o.               | 687,25 MHz    | 48    | 1 kW          | pozioma     | nadajnik uruchomiony w 1994 roku |
| 6  | TVN                  | TVN S.A.                                  | 727,25 MHz    | 53    | 1 kW          | pozioma     | od stycznia 1996 do 3 października 1997 nadawała na tej częstotliwości Telewizja Wisła                                                   |